# Franz Böhme
 Der er for få eller ingen kildehenvisninger i denne artikel, hvilket er et problem. Du kan hjælpe ved at angive troværdige kilder til de påstande, som fremføres i artiklen.

Franz Böhme (15. april 1885 i Zeltweg – 29. maj 1947 i Nürnberg) var en tysk general under 2. verdenskrig. 
Han blev generalmajor i 1935 og general i infanteriet i 1940. Han modtog Ridderkorset af Jernkorset 1940. I januar 1945 blev han øverstkommanderende for Wehrmacht i Norge. 
Böhme var Chef for generalstaben i den østrigske hær i de første to uger af marts 1938, hvorefter han blev overført den 15. marts 1938 til den tyske hæren. Han var chef for 32. division fra juli 1939 til juni 1940, og  chef for XVIII Arme Korps fra juni 1940 til juni 1944. 
Under hans tid som øverstkommanderende i Serbien, var tyske styrker involveret i brutal fremfærd mod jøder, sigøjnere, og partisaner.  
Böhme blev alvorlig kvæstet i en flyulykke med en Fieseler Fi 156 i juli 1944 og blev derefter overflyttet til at være øverstbefalende for reserven til januar 1945. Han blev derefter øverstkommanderende for Wehrmacht i Norge og samtidig  chef for 20. bergsarmé januar 1945 til maj 1945.
I maj 1945 blev Böhme krigsfange. To år senere påbegyndtes retssagen imod ham for krigsforbrydelser. Det lykkedes Böhme at begå selvmord ved at hoppe ud af et vindue fra fjerde sal i Nürnbergs fængslet. 